# L’Hôpital-Saint-Lieffroy
L’Hôpital-Saint-Lieffroy település Franciaországban, Doubs megyében. Lakosainak száma 122 fő (2022. január 1.). L’Hôpital-Saint-Lieffroy Fontaine-lès-Clerval, Voillans, Hyèvre-Paroisse és Pays-de-Clerval községekkel határos.

## Népesség
A település népességének változása:
| Lakosok száma | 54   | 87   | 74   | 82   | 99   | 108  | 114  | 124  | 123  | 122  |
|               | 1968 | 1982 | 1990 | 2006 | 2013 | 2015 | 2017 | 2019 | 2020 | 2022 |